# Johannes Rydzek
Johannes Rydzek, född 9 december 1991 i Oberstdorf, Tyskland, är en tysk utövare av nordisk kombination som tävlat sedan år 2006.
Vid de olympiska vinterspelen 2010 i Vancouver vann Rydzek tillsammans med det tyska stafettlaget en bronsmedalj över 4 x 5 kilometer. Rydzeks bästa resultat i världscupen är en första plats, vilket är hans andra pallplats då han sedan tidigare även har en tredje plats. 
Vid VM i Falun 2015 tog han fyra medaljer varav två guldmedaljer. 